# Амиртей
Амиртей (др.-ег. Амун-ар-тесу „надарен от Амон“; гр. Аменирдис) от Саис е първи, единствен и последен владетел от Двадесет и осма династия на Древен Египет, управлявал пет или шест години – 404/5 – 399 пр.н.е. С неговото идване на власт приключва периодът на първата персийска окупация на Египет.
Амиртей вероятно е внук на Амен-ер-те-с или Амиртей от Саис, номарх, предвождал египетското въстание за независимост против персийското владичество 465/3 – 449 пр.н.е., съвместно с либийския вожд Инар. Предполага се че има родство с Двадесет и шеста династия на Древен Египет.
Амиртей, който също е бил управител на петия (саитския):ном, вдига ново въстание против персите в ок. 411 пр.н.е. и води успешна партизанска война в Долен Египет, довела до изгонването на персийските гарнизони от Делтата. Амиртей се провъзгласява за фараон на Египет през 404 пр.н.е. Политическите проблеми в Персийската империя след смъртта на Дарий II не позволили на новия владетел Артаксеркс II да реагира веднага, въпреки че голяма част Горен Египет все още признавала властта на персите, дори и след края на управлението на Амиртей.
Липсват детайли за управлението на Амиртей. Подготвяната от Артаксеркс II експедиция за възвръщането на Египет не се осъществява, поради избухналото въстание на царския брат Кир Млади в Мала Азия. Амиртей се съюзява с арабите от Палестина и успява да нахлуе за кратко на север, възползвайки се от безредиците, отслабващи Персийската империя. През октомври 399 пр.н.е. Амиртей е победен в битка и екзекутиран в Мемфис от своя военачалник Неферит I, който става следващият фараон.